# Aguas Calientes
Aguas Calientes (nom oficial, Machupicchu Pueblo) és una localitat del Perú situada al departament de Cusco, a la província d'Urubamba. És la capital del districte de Machupicchu. Limita amb el riu Vilcanota i és el punt d'accés més proper al jaciment arqueològic de Machu Picchu, que és a 6 quilòmetres.
El nom oficial prové del quítxua Machu Pikchu, de machu, persona vella, i pikchu, piràmide, muntanya o prominència amb una base ampla i cim agut.
Ocupada per unes quantes famílies grangeres el 1901, la població es va transformar en un campament anomenat Maquinachayoq, on vivien els treballadors durant la construcció del ferrocarril, a finals de la dècada de 1920. La ciutat va ser la base d'allotjament i equipament dels treballadors fins que es va completar el ferrocarril, el 1931.
La planta hidroelèctrica de Machupicchu és propera al riu Urubamba. Genera aproximadament 90 MW per a les regions de Cusco, Puno i Apurímac. Es va construir entre els anys 1958 i 1965 i es va ampliar entre el 1981 i el 1985.